# Patrick Mehlen
Patrick Mehlen, né en 1968, est un biologiste français. Il est directeur de recherche au Centre national de recherche scientifique (CNRS) au Centre Léon-Bérard, centre de recherche en cancérologie de Lyon qu'il dirige.

## Biographie
Patrick Mehlen est confronté aux récepteur à dépendance (en) pour la première fois en 1997, à La Jolla, Californie. Il ne s’agit alors que de récepteurs se comportant de manière inhabituelle et son travail avec Dale Bredesen permettra de comprendre qu’ils induisent la mort des cellules en l’absence de messager. De retour à Lyon, Patrick Mehlen poursuit avec sa propre équipe l’exploration de ces récepteurs et met en lumière leur rôle crucial in vivo.
Il a été démontré que les récepteurs à dépendance, encore inconnus il y a 20 ans[Quand ?], sont essentiels dans la médiation d’un large spectre de processus aussi divers que le développement embryonnaire, l’oncogenèse (tout particulièrement l’invasion et la métastase), la neurodégénération (maladies d’Alzheimer et de Parkinson incluses), l’ostéoporose et le vieillissement. Patrick Mehlen a été élu en 2013 à l’Académie des sciences.
Il est le père de Victor Mehlen pédiatre au Centre Hospitalier de Valence.

## Parcours scientifique
Patrick Mehlen, ancien élève de l’École normale supérieure de Lyon, soutient sa thèse (PhD) à l’université Claude-Bernard en 1995. De 1997à 1998 il passé deux années sabbatiques au Burnham Institute for Medical Research, program on "Aging and Cell Death" - Pr D.E. Bredesen. Revenu en France il devient chef du groupe  “Apoptose et Différenciation” au laboratoire  - CNRS UMR5534, CGMC jusqu’en 2004. Puis il devient directeur de l’unité de recherche "Apoptose, Cancer et Développement" - CNRS FRE2870 puis UMR5238 au Centre Léon Bérard jusqu’en 2011. Il intègre le Centre de Recherche en Cancérologie de Lyon dont il devient directeur en 2019. Il est également directeur de la Recherche Translationnelle et de l'Innovation au Centre Léon Bérard depuis 2013, directeur du Laboratoire d'Excellence DEVweCAN depuis 2011 et directeur de l'Institut Rabelais pour la recherche interdisciplinaire sur le Cancer (Institut Convergence) depuis 2018.

## Travaux scientifiques
Patrick Mehlen a été l'un des découvreurs du paradigme des récepteurs à dépendance : d’un mécanisme original de mort cellulaire aux essais cliniques; expliqué ci-dessous et qui constitue l'exposé de ses travaux scientifiques.
Il y a quelques années[Quand ?], un concept original de biologie cellulaire avait été proposé: alors que le dogme classique postulait que les récepteurs transmembranaires sont inactifs à moins d'être liés par leur ligand spécifique, il a été proposé que certains récepteurs puissent être actifs non seulement en présence de leur ligand, mais également en leur absence. Dans ce dernier cas, la signalisation en aval de ces récepteurs non liés conduit à la mort cellulaire programmée, encore appelée apoptose. Ces récepteurs ont par conséquent été nommés «récepteurs à dépendance», car leur présence à la surface de la cellule rend la survie de celle-ci dépendante de la présence dans l’environnement cellulaire de son ligand respectif. À ce jour, Mehlen et ses collaborateurs ont identifié ou ont participé à l'identification des récepteurs à dépendance les plus connus.
Au-delà de l’intérêt fondamental de l’étude d’un récepteur capable de transduire deux signaux antagonistes - un "positif" en présence de ligand conduisant à la différenciation, à la prolifération ou à la migration de cellules et un "négatif" en l’absence de ligand conduisant au suicide cellulaire, ils ont proposé que cette double fonction puisse amener ces récepteurs à jouer un rôle clé à la fois pendant le développement embryonnaire et dans la régulation de la tumorigenèse.
Dans le contexte de leur implication dans le développement embryonnaire, ils ont émis l’hypothèse que l’activité pro-apoptotique de ces récepteurs de dépendance est cruciale pour le développement du système nerveux en tant que mécanisme «autorisant» le guidage, la migration ou la localisation neuronale dans des situations de présence de ligand. Ainsi, ils ont constaté que le récepteur Sonic Hedgehog (Shh) Patched est un récepteur de dépendance et que sa capacité à induire l’apoptose en l’absence de Shh est essentielle au développement adéquat du tube neural,.  Ils ont également montré que les récepteurs de netrin-1 DCC et UNC5H régulent la mort / la survie de neurones spécifiques pendant le développement du système nerveux,. Cette implication ne se limite pas au système nerveux en développement, car ils ont montré l'importance de l'apoptose induite par l'UNC5H dans la formation des vaisseaux sanguins - angiogenèse,.
Dans le contexte du cancer, ils ont formulé l'hypothèse selon laquelle ces récepteurs sont des suppresseurs de tumeurs qui limiteraient la progression cancéreuse en induisant l'apoptose des cellules tumorales en dehors des territoires d'accessibilité / disponibilité des ligands,.  Ils se sont particulièrement intéressés aux récepteurs qui se lient au ligand netrin-1 –i.e., DCC et UNC5H-. Ils ont montré que DCC et UNC5H sont tous des récepteurs de dépendance dans les cellules cancéreuses: alors qu’en présence de leur ligand netrin-1, ils transduisent des signaux «positifs» classiques, en l’absence de netrin-1, ils déclenchent activement l’apoptose,,,,,,.  Fait intéressant, DCC et UNC5H sont considérés comme des suppresseurs de tumeurs car leur expression est perdue dans de nombreux cancers, suggérant que la présence de ces récepteurs est une contrainte pour la progression tumorale. Cela a en fait été prouvé formellement en montrant que chez la souris, l'invalidation de UNC5H3, la surexpression de netrin-1 dans le tube digestif ou l'inactivation spécifique de l'activité pro-apoptotique du DCC entraînaient, de manière similaire, la progression des cancers,.  Ainsi, les cancers agressifs qui se développent sont des cancers pour lesquels les cellules tumorales bloquent les voies des récepteurs à dépendance,,, et un mécanisme pour cette inactivation de cette voie de mort cellulaire est que les cellules tumorales acquièrent une sécrétion autocrine de netrin-1. Ces chercheurs ont alors montré qu’un agent bloquant l’interaction entre netrin-1 et ses récepteurs permettait in vitro de conduire à la mort des cellules tumorales et chez l’animal à un contrôle de la progression tumorale. Dans cette optique, ils ont généré un candidat médicament -anticorps anti-netrin-1/NP137- qui est testé actuellement sur des patients atteint de cancers très avancés avec des signes d’activité clinique très encourageant.